# Юбилейное (Луганск)
Юбиле́йное (или Юбилейный; укр. Ювілейне) / Катериновка (укр. Катеринівка) — посёлок (пригород Луганска), подчинён Луганскому горсовету города Луганска.

## Географическое положение
Посёлок относится к городу Луганску и находится на расстоянии 2,5 км на запад от него. Также соседствуют: посёлки Дзержинское на востоке, Тепличное на северо-востоке, город Александровск на севере, сёла Сабовка на северо-западе, Гаевое на юго-западе.

## История
Основан	1955 году, посёлок городского типа с 1968 года.
В Лутугинском районе Луганска начали строить шахту «Луганская № 1», посёлок назвали посёлок строительства шахты «Луганская № 1», посёлок входил в состав города Александровск.
Ранее был построен электроаппаратный завод.
Были построены экспериментальные базы научно-исследовательских институтов «Укрнииуглеобогащение» и «Укрниигидроуголь».
Юбилейный был назван в честь 50 летия Октябрьской Революции в ноябре 1967 года, решение об образовании посёлка было принято в мае 1968 года.
Указ Президиума Верховного Совета Украинской ССР был принят 13 мая 1968 года.
Вот его текст: 

«Удовлетворить ходатайство Луганского облисполкома и присвоить посёлку строительства угольной шахты „Луганская № 1“ Александровского горсовета Артемовского района города Луганска наименование посёлок Юбилейный. Председатель Президиума Верховного Совета Украинской ССР Д. Коротченко. Секретарь Президиума А. Зленко».
Исполком Луганского областного совета принимает решение 21 мая 1968 года об отнесении поселка Юбилейный к посёлкам городского типа, посёлок относился к Лутугинскому району.
11 июня 1968 года состоялось собрание депутатов посёлка Юбилейный. Первым председателем поселкового Совета единогласно была избрана Савенко Элеонора Васильевна (род. 21 марта 1933). Заместителем председателя депутаты избрали Афонина Сергея Ивановича, секретарем Евдокию Филипповну Черненко. Членами исполкома были также избраны Волошин Виктор Андреевич и Бескоровайный Иван Павлович. Вот эти пять человек, и стали первыми руководителями посёлка Юбилейный.
Размещался поселковый совет в четырёх комнатах общежития ШСУ № 4.
В посёлке были школа-интернат для детей, больных сколиозом, и общеобразовательная восьмилетняя школа. Под школу было выделено несколько комнат в общежитии. В нём было оборудовано 14 классных комнат, в которых должны были обучаться 18 классов общеобразовательной школы и 8 классов вечерней школы, учащихся было около тысячи человек.
Директором восьмилетней школы был Одуд Михаил Минович — почётный гражданин посёлка.
В школе-интернате для детей, больных сколиозом, обучалось 157 детей, директором был Свирский Владимир Афанасьевич.
Директором школы рабочей молодежи была Фёдорова Зинаида Дмитриевна, обучалось 252 человека.
На территории посёлка находились предприятия:
1. Белянское ШСУ — начальник управления Полок Эдуард Викторович.
2. Родаково-Юрьевское ШСУ — Бондаренко Александр Карпович.
3. ШПУ № 4 — Донченко Сергей Иванович.
4. Электроаппаратный завод — Клименко Иван Петрович.
5. ПТУ Погрузтранс треста «Ленинуголь» — Татаренко Николай Федорович.
6. Тарная база — Чернощеков Анатолий Кузьмич.

В 1978 году крупнейшими предприятиями посёлка являлись электроаппаратный завод и обогатительная фабрика.
В январе 1989 года численность населения составляла 16 972 человека.
В 1993 году в посёлке в здании местного ПТУ было основано милицейское училище, позже ставшее Луганским университетом внутренних дел, после 2014 года университет переехал в Северодонецк.
В мае 1995 года Кабинет министров Украины утвердил решение о приватизации находившейся в посёлке углеобогатительной базы.
На 1 января 2013 года численность населения составляла 16 846 человек.
Вследствие боевых действий на территории Луганска летом 2014 года единственную находящуюся в городе шахту Луганскугля пришлось закрыть. Правительственные войска обесточили посёлок, из-за чего произошло затопление шахты.
12 мая 2016 года Верховная Рада Украины переименовала посёлок в Екатериновку в рамках компании по декоммунизации на Украине, ошибочно считая, что возвращают прежнее название населённого пункта (такое же название носил до 1969 года и продолжает так называться местными жителями соседний населённый пункт, подчинённый в настоящее время горсовету города Александровска, города-спутника Луганска). Решение о переименовании не признано властями непризнанной «ЛНР».
После начала российского вторжения, 13 мая 2023 года жители посёлка Юбилейное пострадали от попадания украинских ракет.

## Общие сведения
В Юбилейном находится одно из луганских троллейбусных депо (посёлок связан с центральной частью города троллейбусом № 57), сейчас не работает.
Большинство жителей посёлка работали на шахте Луганской. Сейчас[когда?]

 шахта закрыта.

## Экономика
- Шахта Луганская (Не работает)

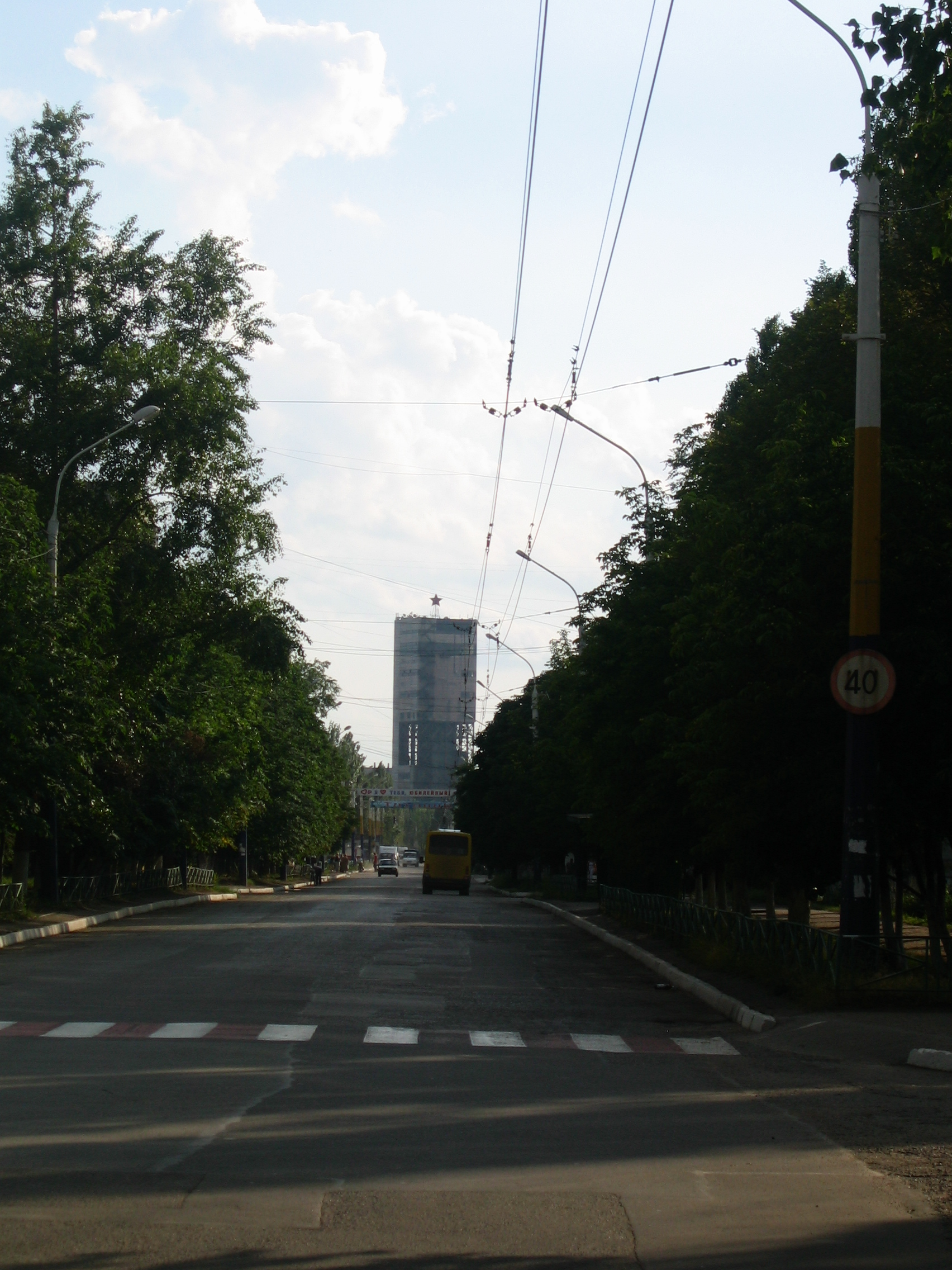
Шахта Луганская, вид на копёр (Не работает)

- Луганский завод Р. Г. Ш. О. «Спутник»
- Луганский электроаппаратный завод
- ЗАО «Спецагрегат»
- Завод «Гормаш»
- Горноспасательная часть
- Производственный участок БВР
- Экспериментальная база «УкрНИИУглеобогащение»
- Экспериментальная база «УкрНИИГидроуголь»
- «Центральная обогатительная фабрика»

## Спортивные сооружения
- Стадион «Шахтёр»
- Физкультурно-оздоровительный комплекс (ФОК)
- Центр досуга

## Супермаркеты
- «Spar»
- «Народный»
- «Универсам»

## Образовательные учреждения
- Луганский экономико-правовой лицей
- школа № 53
- школа № 54